# Хороший полицейский, плохой полицейский
Хороший полицейский, плохой полицейский, или «Клёвый мент, поганый мент» (фр. Bon Cop, Bad Cop), также «Плохой хороший полицейский», — канадский фильм в жанре экшн 2006 года. Сюжетом фильма является вынужденное сотрудничество не переносящих друг друга полицейских из двух соседних провинций: экспрессивного и резкого Давида Бушара (Патрик Юар) из франкоговорящего Квебека и флегматичного Мартина Уорда (Колм Фиори) из англоязычного Онтарио. Действие фильма происходит в обеих провинциях и обыгрывает многочисленные культурные различия. Кроме того, квебекец не стесняется в употреблении бранных слов. Фильм стал культовым в Канаде, хотя за её пределами воспринимается более прохладно.

## Сюжет
На границе Квебека и Онтарио (на щите, обозначающем границу между провинциями) обнаружен труп. Чтобы найти убийцу, двое полицейских из двух провинций должны работать вместе, несмотря не только на культурный и языковой барьер, но и несходство личных характеров.

## Анализ
Фильм с юмором обыгрывает внутриканадские культурные различия и ситуацию хрупкого баланса между интересами англоговорящих и франкоговорящих канадцев, в недавнем прошлом чуть не приведшую к распаду федерации. Герои представляют собой гротескные образы двух культурных штампов: с одной стороны, чопорный и «тормозной», но аккуратный и точный онтариец, с другой — буйный и склонный к ругательствам, но в то же время энергичный и динамичный квебекец.
Необычной особенностью фильма является его полная двуязычность (для англо- и франкоязычной публики отдельные реплики сопровождались субтитрами на соответствующем языке).

## Состав
- Название: Bon Cop, Bad Cop
- Режиссёр: Эрик Канюэль
- Сценарий: Лейла Базен, Алекс Эпштейн, патрик Юар и Кевин Тьерне
- Продюсер: Кевин Тьерне
- Компания-дистрибьютор: Alliance Atlantis
- Бюджет: 8 млн $ CA
- Длительность: 116 минут (1 ч 56 мин)
- Языки: французский (квебекский диалект) и английский

## Актёры
- Патрик Юар: детектив Давид Бушар
- Колм Фиори: детектив Мартин Уорд
- Люси Лорье: Сюзи, бывшая жена Бушара
- Сильвен Марсель: Люк Терьен
- Пьер Лебо: капитан Лебёф
- Рон Ли: капитан Брайан Макдафф
- Сарен Буалан: Айрис Уорд
- Сара-Жанна Лабросс: Габриэль, дочь Бушара
- Луи-Жозе Уд: Джефф, коронер
- Патрис Беланже: татуированный убийца
- Рик Мерсер: Том Берри
- Эрик Кнудсен: Джонатан
- Рик Хауленд: Buttman
- Андре Робитай: Бенуа Бриссе, первая жертва
- Юголен Шевретт: Стеф
- Жиль Рено: Grossbut